# Ermodoro di Efeso
Ermodoro di Efeso (in greco antico: Ἑρμόδωρος?, Hermódoros, in latino Hermodorus; Efeso, ... – V secolo a.C.) è stato un giurista greco antico, famoso per avere spiegato ai decemviri il diritto greco, dal quale avrebbero poi scritto le XII tavole nel 451 a.C.
Fu espulso dai suoi concittadini e si trasferì a Roma. Grazie ai suoi meriti come legislatore, i Romani eressero una statua in suo onore nel Comizio. Molti storici hanno dubitato della veridicità della tradizione che darebbe a lui i meriti riguardo alla stesura delle XII tavole; nel caso in cui la notizia fosse vera, non si saprà mai in che cosa sia consistito il suo operato.
Amico del filosofo Eraclito e capo del partito aristocratico e filopersiano, fra il 479 e il 478 a.C. fu condannato all'esilio.